# Siparuna micrantha
Siparuna micrantha är en tvåhjärtbladig växtart som beskrevs av A. Dc.. Siparuna micrantha ingår i släktet Siparuna och familjen Siparunaceae. Inga underarter finns listade i Catalogue of Life.